# Exocentrus hispidulus
Exocentrus hispidulus är en skalbaggsart som beskrevs av Francis Polkinghorne Pascoe 1859. Exocentrus hispidulus ingår i släktet Exocentrus och familjen långhorningar. Inga underarter finns listade i Catalogue of Life.